# Aisin Seiki
Aisin Seiki Co., Ltd. (アイシン精機株式会社, Aishin Seiki Kabushiki Kaisha) é uma empresa japonesa especializada na criação e produção de componentes e sistemas para a indústria automotiva.